# Cap Ratmanoff
Le cap Ratmanoff marque, face à l'océan Indien, l'extrémité terrestre orientale des îles Kerguelen, dans les Terres australes et antarctiques françaises. C'est un cap peu proéminent situé sur la péninsule Courbet, au nord-est de la Grande Terre, l'île principale de l'archipel. Une immense plage de sable noir s'étend de part et d'autre du cap et accueille l'une des plus importantes colonies mondiales de manchots royaux. 

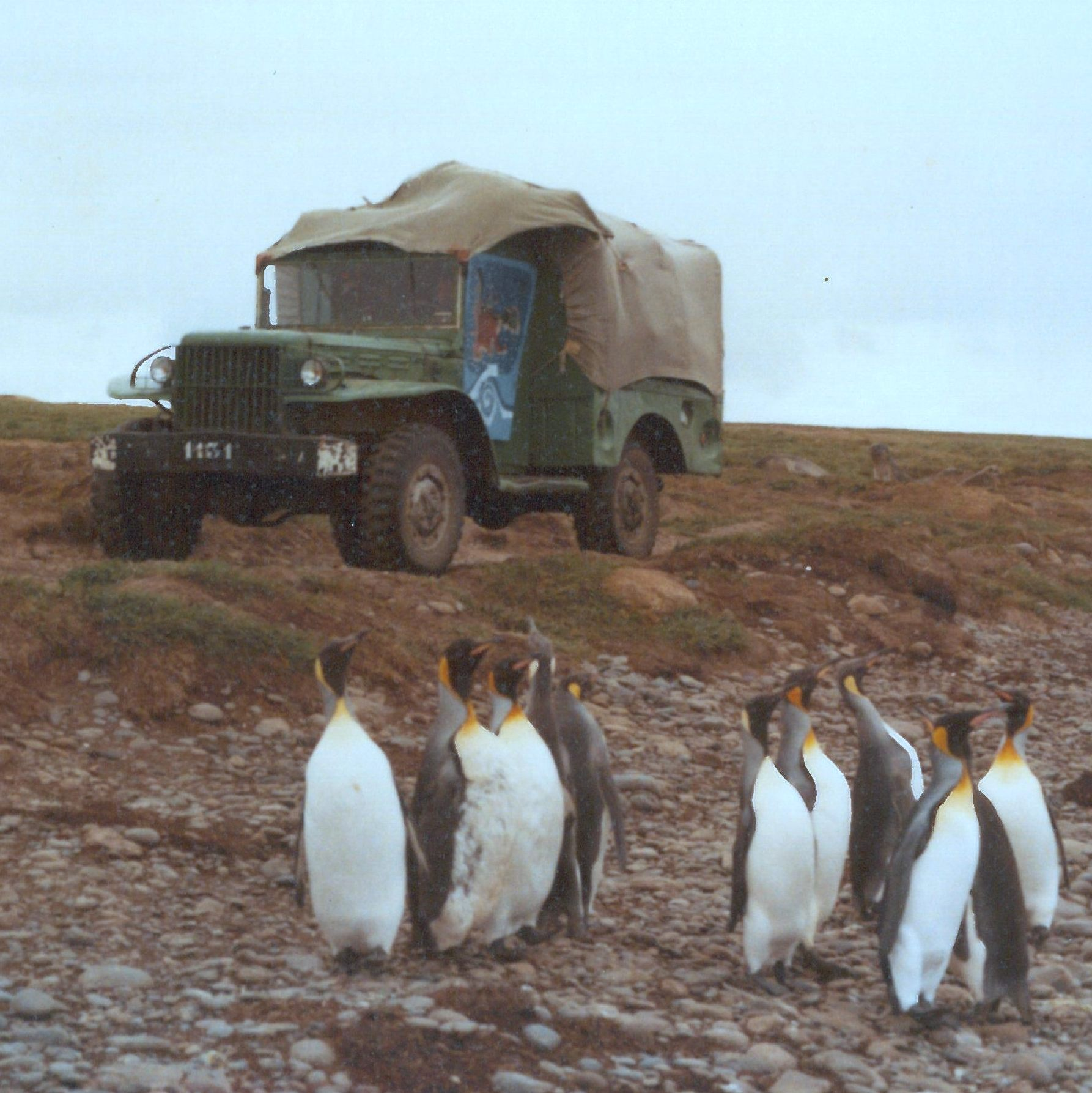
Sur la piste de Ratmanoff en Dodge en 1983.

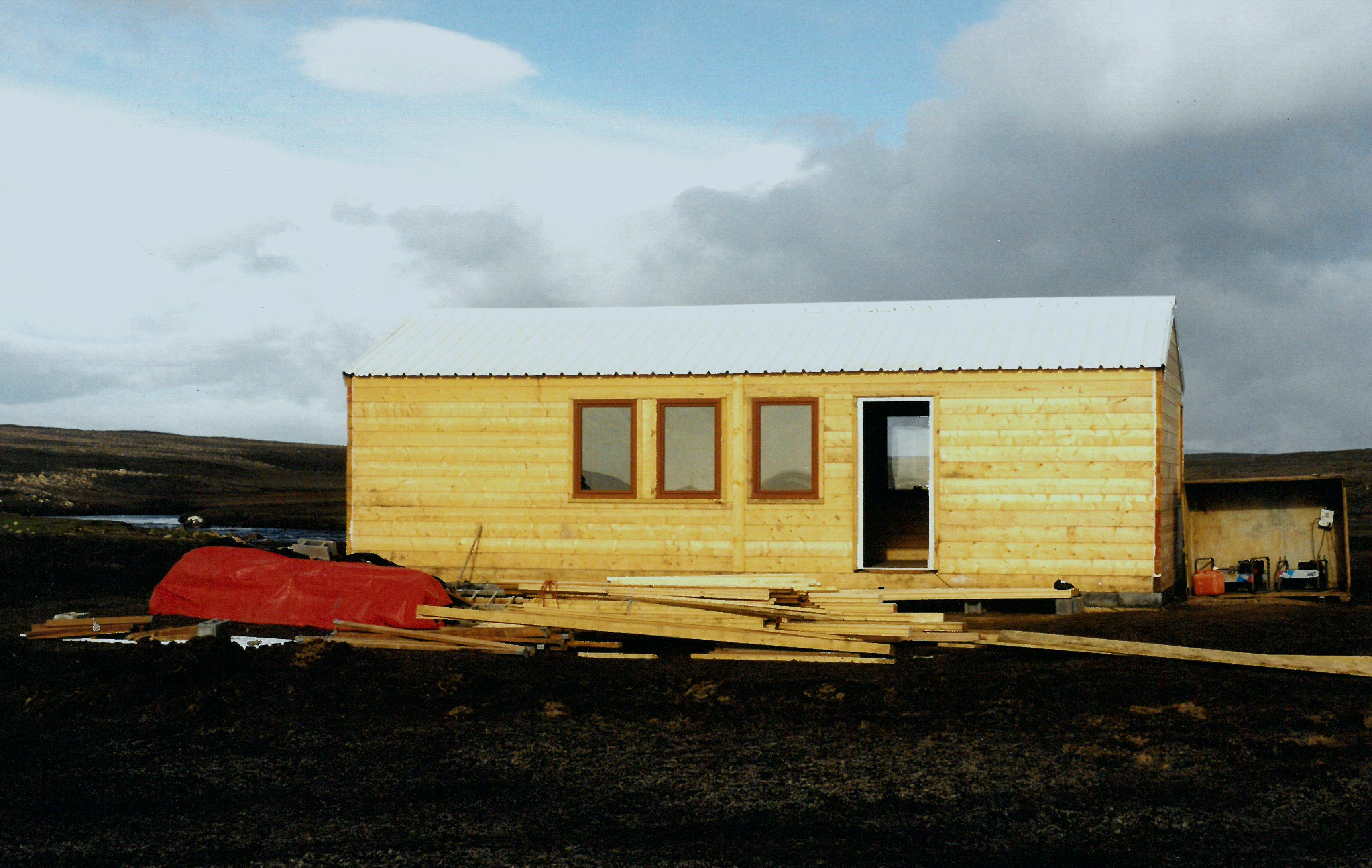
La cabane de la rivière des Manchots en construction en 1999.

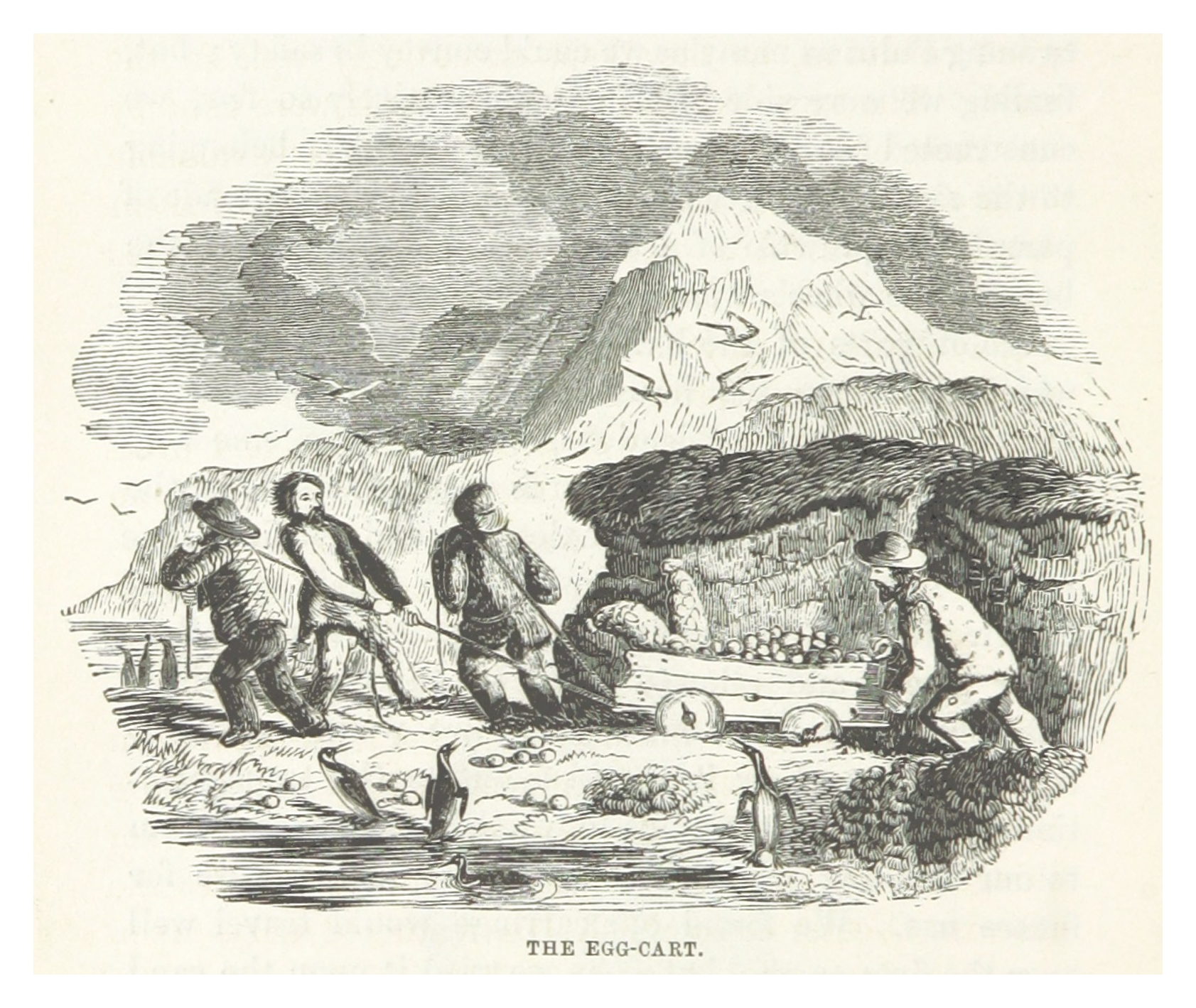
Le chariot à œufs
Illustration imaginative publiée dans le récit du naufrage de John Nunn et de ses compagnons
(Avec un chariot de fortune, les quatre hommes tentent de rapporter de la colonie de Ratmanoff leur butin d'œufs de manchots.)

## Le Cap Ratmanoff sur la carte générale renseignée de Kerguelen
| OCÉAN INDIEN Golfe Choiseul Golfe des Baleiniers Golfe du Morbihan Lac · Marville Péninsule Courbet Péninsule Rallier du Baty Péninsule Loranchet Péninsule Gallieni Presqu'île Jeanne d'Arc Presqu'île · Joffre Plateau · central île Foch île de l'Ouest îles Leygues îles Nuageuses 1 850 m Mont Ross 979 m Mont · Crozier 1 049 m Glacier Cook Port-aux-Français Molloy Port-Douzième Port-Jeanne-d'Arc Port-Couvreux Port-Christmas Port-Bizet Armor Baie de l'Obs. |

| OCÉAN INDIEN Golfe Choiseul Golfe des Baleiniers Golfe du Morbihan Lac · Marville Péninsule Courbet Péninsule Rallier du Baty Péninsule Loranchet Péninsule Gallieni Presqu'île Jeanne d'Arc Presqu'île · Joffre Plateau · central île Foch île de l'Ouest îles Leygues îles Nuageuses 1 850 m Mont Ross 979 m Mont · Crozier 1 049 m Glacier Cook Port-aux-Français Molloy Port-Douzième Port-Jeanne-d'Arc Port-Couvreux Port-Christmas Port-Bizet Armor Baie de l'Obs. |

Le nom du cap, donné en 1932 par le géologue Edgar Aubert de la Rüe, rend hommage à M. de Ratmanoff, topographe missionné par la compagnie des Pêches australes. Les deux hommes se rencontrèrent aux Kerguelen en 1931.
Depuis Port-aux-Français, le cap Ratmanoff est accessible par une piste d'environ 38 km qui après avoir rejoint l'embouchure de la rivière du Château, longe la côte nord de la baie Norvégienne jusqu'à la pointe du Morne puis les plages de la façade océanique de la péninsule Courbet. Cette piste peut être empruntée par des véhicules tout-terrain ou des tracteurs.
Le site est fréquenté par les biologistes qui étudient les populations des manchots et des autres espèces. Ils disposent près de la manchotière d'une cabane d'hébergement et d'observation de l'Institut polaire français, dite la « cabane du Guetteur ».
Par son attrait et son accessibilité, le cap Ratmanoff constitue une destination fréquente d'excursion pour les touristes payants embarqués sur les rotations du Marion Dufresne, le navire ravitailleur des TAAF, lorsqu'ils font étape aux Kerguelen. Ils peuvent alors passer la nuit dans une cabane qui leur est réservée, située à environ 2 km de la précédente, en retrait de la côte, au bord de la rivière des Manchots.
Par application d'une méthode d'analyse de photographies aériennes, la population de manchots royaux présente à la manchotière de Ratmanoff a été évaluée en 1998/1999 à plus de 106 000 couples reproducteurs. Elle connaissait en cette fin de XXe siècle une augmentation extraordinaire puisqu'en 1962/1963, le nombre n'était que de 12 800.
Dans le récit de son séjour forcé aux îles Kerguelen de 1825 à 1829, le naufragé John Nunn relate comment lui et ses trois compagnons d'infortune pour survivre avaient prélevé dans la manchotière des milliers d'œufs, comment ils les avaient cachés dans des fosses creusées dans le sable et comment même ils avaient tenté de construire un chariot avec des roues en vertèbres de baleine pour rapporter leur butin jusqu'à Hope Cottage, leur cabane en mottes d'herbe construite six kilomètres plus au sud près de Long Point, l'actuelle pointe Charlotte.
Il existe en Russie deux autres « cap Ratmanoff » (Мыс Ратманова), l'un situé à l'est de l'île de Sakhaline près de l'embouchure de la rivière Poursh-poursh (Пурш-Пурш) , l'autre au sud de l'île de la Nouvelle-Zemble.